# Osvaldo Lara
Osvaldo Lara Cañizares (* 13. Juli 1955 in Cerro, Havanna; † 2. Januar 2024) war ein kubanischer Sprinter.

## Sportliche Laufbahn
1977 gewann er bei den Zentralamerika- und Karibikmeisterschaften Silber über 200 Meter und Bronze über 100 Meter. Bei der Universiade holte er Bronze über 100 Meter, und beim Weltcup in Düsseldorf wurde er mit der amerikanischen Mannschaft Dritter in der 4-mal-100-Meter-Staffel.
Einer Silbermedaille über 100 Meter bei den Zentralamerika- und Karibikspielen 1978 folgte bei den Panamerikanischen Spielen 1979 in San Juan ein sechster Platz über 100 Meter, ein siebter über 200 Meter und Silber in der 4-mal-100-Meter-Staffel. Beim Weltcup in Montreal siegte er mit der amerikanischen 4-mal-100-Meter-Stafette.
Bei den Olympischen Spielen 1980 in Moskau wurde er Fünfter über 100 Meter und Achter über 200 Meter. In der 4-mal-100-Meter-Staffel schied er im Vorlauf aus.
1982 gewann er bei den Zentralamerika- und Karibikspielen Silber über 100 und 200 Meter. Im Jahr darauf erreichte er bei den Weltmeisterschaften in Helsinki über 100 Meter das Halbfinale und holte bei den Panamerikanischen Spielen in Caracas Bronze über 100 Meter und Silber in der 4-mal-100-Meter-Staffel.
1984 verhinderte der kubanische Olympiaboykott eine Teilnahme an den Olympischen Spielen in Los Angeles. Bei den ersatzweise abgehaltenen Wettkämpfen der Freundschaft siegte er über 100 Meter. 1985 folgte Silber über 100 Meter bei den Zentralamerika- und Karibik-Meisterschaften.
Er starb am 2. Januar 2024 im Alter von 68 Jahren.

## Persönliche Bestzeiten
- 100 m: 10,11 s, 16. Juli 1978, Medellín
- 200 m: 20,1 s, 14. März 1978, Havanna